# رأفت خليل
رأفت خليل (مواليد 3 فبراير 2004) هو لاعب كرة قدم مصري يلعب في مركز خط الوسط بالنادي الأهلي ومنتخب مصر تحت 20 سنة.